# Luz Mely Reyes
Luz Mely Reyes (Caracas) es una periodista, escritora y analista venezolana directora y cofundadora del medio digital Efecto Cocuyo. Fue la única venezolana en la lista de las 30 mujeres intelectuales más influyentes de Iberoamérica.

## Estudios
Creció en una zona poco favorecida de Caracas, por lo que su principal deseo fue salir de la pobreza, pero nunca pensó en el periodismo, ni sentía esa vocación. Un profesor la convenció de estudiar Comunicación Social, lo hizo, aunque en los dos primeros semestres no estaba convencida de ser periodista.
Se graduó de licenciada en Comunicación Social en la Universidad Central de Venezuela (UCV). Tiene una maestría en Comunicación Organizacional y Periodismo por la Universidad Católica Andrés Bello (UCAB). En 2016, cursó el Programa de Periodismo Emprendedor de la Universidad de la Ciudad de Nueva York (CUNY por sus siglas en inglés). 
Fue becaria internacional de la Fundación Konrad Adenauer y obtuvo una beca de la Organización de Estados Americanos (OEA) para cursar un diplomado de un mes sobre Integración Andina en la Pontificia Universidad Javeriana de Bogotá. Es profesora del posgrado de Comunicación Política en la Universidad Simón Bolívar (USB).

## Trayectoria
Empezó su carrera como pasante de periodismo deportivo en el diario Últimas Noticias, con el que no tenía mucha empatía. Después trabajó en El Aragüeño, donde le asignaron política con la cual se encariñó y es una de las principales fuentes de su interés. En una entrevista, Luz Mely Reyes relató que no sería hasta febrero de 1992 cuando se "bautizó" periodista. En ese año ocurrió el Primer Intento de Golpe de Estado en Venezuela contra el entonces presidente constitucional Carlos Andrés Pérez. "No sabía que se fraguaba un golpe, estaba demasiado jojota (novata)", confesó Reyes. Esto marcó su carrera.
En 2002, se convirtió en editora de Política de Últimas Noticias Fue promovida como Jefa de la Unidad de Investigación, puesto que desempeñó durante diez años. Lideró el proyecto electoral Tuvoto2012 en la Cadena Capriles durante un año. Después asumió la dirección del Diario 2001 hasta 2014. En 2015, decidió emprender junto a sus colegas Laura Weffer y Josefina Ruggiero un nuevo medio digital independiente llamado Efecto Cocuyo, bajo el eslogan "Periodismo que ilumina".
La idea del sitio web surgió después de incidentes en los que los fundadores habían sido perseguidos por atentar contra la libertad periodística; La propia Reyes fue procesada por el gobierno por escribir un artículo sobre la escasez de gasolina en Venezuela. 

## Publicaciones

#### Libros y blog
- Con la vagina bien puesta, 2006. Texto sobre la relación de la mujer con la sociedad y la importancia de la apariencia física.
- Marketing político: Herramientas para ganar elecciones, 2003. Texto escrito junto a Carmen Beatriz Fernández sobre herramientas de mercadeo político.
- Politikom Real,[10] (desde 2002) columna digital de análisis y opinión política.

#### Reportajes e investigaciones
- Caso Micabú (en colaboración con Gerardo Reyes) sobre irregularidades en el contrato para imprimir el texto constitucional en el 2000.
- Corrupción en el secuestro del "canciller" de las FARC, Rodrigo Granda en 2005, que causó una crisis diplomática entre Colombia y Venezuela.
- Hechos de corrupción en el Proyecto Irán-Venezuela en 2007.

## Reconocimientos
En 2014 recibió el Victory Awards al mérito en periodismo político latinoamericano. Fue incluida en la lista de las 30 mujeres intelectuales más influyentes de Iberoamérica en 2017 del medio digital esglobal. En 2018, el Comité para la Protección de los Periodistas otorgó a Reyes el Premio Internacional a la Libertad de Prensa. En su discurso de aceptación, señaló que hubo muchos otros periodistas asesinados y encarcelados ese año y mencionó el hecho de que en 25 años de periodismo político solo tuvo que comenzar a usar ropa protectora en 2017, aunque antes había enfrentado intimidación del gobierno y amenazas de cárcel. La Persona del Año 2018 de Time fue "The Guardian": periodistas que se niegan a retirarse a pesar de ser perseguidos por informar la verdad. Aunque no es uno de los cuatro principales destinatarios del honor, Reyes se destacó en la función completa.